# 盧經堂

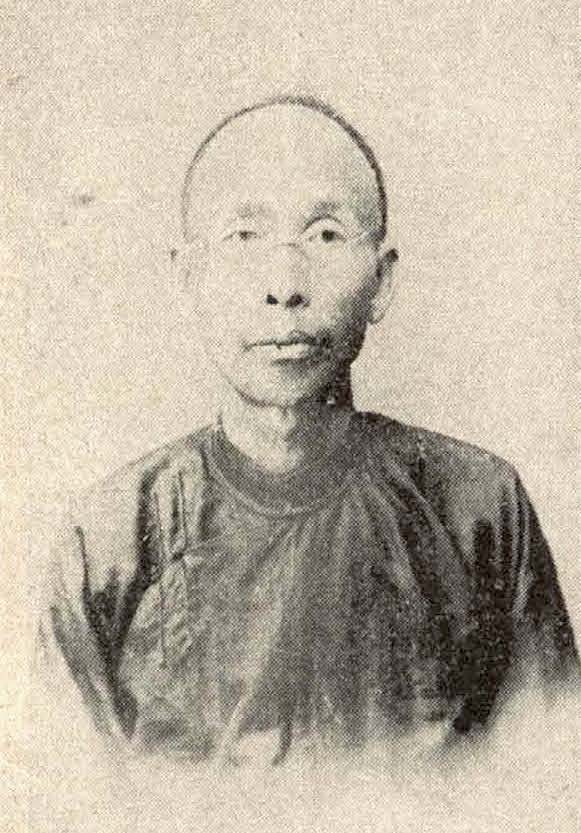
盧經堂

盧經堂（1858年7月7日—1926年12月27日），臺灣企業家。賣油燈白手起家的他曾代理英商煤油公司，進口蠟燭、煤油，亦曾設立「台南維新製糖合股會社」，其在善化擁有製糖工廠，生產黑糖，外銷南洋等地，富有稱盛於當世。

## 家族
漢初盧綰從高祖起兵受封燕王，居位涿郡，曹魏時更為范陽郡(今河北涿縣)，遂以為郡望，明代大學士宋濂，稱其為「秦漢至唐的天下五大郡望」與「太原之王、清河之崔、隴西之李、荥陽之鄭」齊名，所以盧經堂厝門上「范陽衍慶」代表盧經堂為盧綰之後。